# Caracol HD2
Caracol HD2 es un canal de televisión abierta colombiano, el cual emite simultáneamente con la señal HD de Caracol Televisión. El canal se encuentra disponible exclusivamente en la TDT en Colombia.

## Historia
Fue lanzado al aire de modo experimental el 1 de abril de 2014 y de manera oficial el 19 de mayo de 2014. Durante época de eventos deportivos, el bloque deportivo Caracol Sports toma su lugar.

## Programación
Actualmente emite la programación de Caracol Televisión en simultáneo y cuando hay eventos deportivos de los que Caracol Televisión cuenta con derechos de transmisión que estos se emiten.
Anteriormente solía emitir la programación de Caracol Televisión con una hora de retraso.